# 1917 год в истории метрополитена
В этой статье перечисляются основные  события из истории метрополитенов в 1917 году. Полужирным шрифтом выделены открытия новых транспортных систем.

## События
- 21 апреля — на линии IRT Flushing Line Нью-Йоркского метрополитена открыты станции:
  - «103rd Street-Corona Plaza»
  - «Junction Boulevard»
  - «90th Street-Elmhurst Avenue»
  - «82nd Street-Jackson Heights»
  - «74th Street-Broadway»
  - «69th Street-Fisk Avenue»
  - «61st Street-Woodside»
  - «52nd Street-Lincoln Avenue»
  - «46th Street-Bliss Street»
  - «40th Street-Lowery Street»
  - «33rd Street-Rawson Street»

## Родились
- Арон Соломонович Гецкин — ленинградский архитектор, стоявший у истоков проектирования Ленинградского метрополитена (ум.1994).